# Bangalore Mirror
Bangalore Mirror is een Engelstalige krant, die uitkomt in de Indiase stad Bangalore. Het dagblad is de opvolger van de in 2002 opgerichte Vijay Times, dat in 2006 werd gekocht door Bennett, Coleman & Co., eigenaar en uitgever van onder meer The Times of India. Vijay Times werd in juni 2007 stopgezet en werd vervangen door Bangalore Mirror. De krant is een zuster van Mumbai Mirror, Pune Mirror en Ahmedabad Mirror. 